# Liste der Biografien/Nia
Liste der Biografien |
Portal Biografien |
Personensuche
# |
A |
B |
C |
D |
E |
F |
G |
H |
I |
J |
K |
L |
M |
N |
O |
P |
Q |
R |
S |
T |
U |
V |
W |
X |
Y |
Z |
?
 
Na |
Nb |
Nc |
Nd |
Ne |
Nf |
Ng |
Nh |
Ni |
Nj |
Nk |
Nl |
Nm |
Nn |
No |
Nr |
Ns |
Nt |
Nu |
Nv |
Nw |
Nx |
Ny |
Nz
 
Nia |
Nib |
Nic |
Nid |
Nie |
Nif |
Nig |
Nih |
Nii |
Nij |
Nik |
Nil |
Nim |
Nin |
Nio |
Nip |
Niq |
Nir |
Nis |
Nit |
Niu |
Niv |
Niw |
Nix |
Niy |
Niz
Die Liste der Biografien führt alle Personen auf, die in der deutschsprachigen Wikipedia einen Artikel haben. Dieses ist eine Teilliste mit 52 Einträgen von Personen, deren Namen mit den Buchstaben „Nia“ beginnt.

## Nia

### Niad
- Niadoost, Moslem (* 1990), iranischer Mittelstreckenläufer

### Niak
- Niakaken, Ronodji (* 1965), tschadischer Leichtathlet
- Niakaté, Kalidiatou (* 1995), französische Handballspielerin
- Niakaté, Sikou (* 1999), französisch-malischer Fußballspieler
- Niakhaté, Moussa (* 1996), französisch-senegalesischer Fußballspieler
- Niako, Lea (1908–1996), deutsche Tänzerin und SchauspielerinLea Niako (1908–1996)

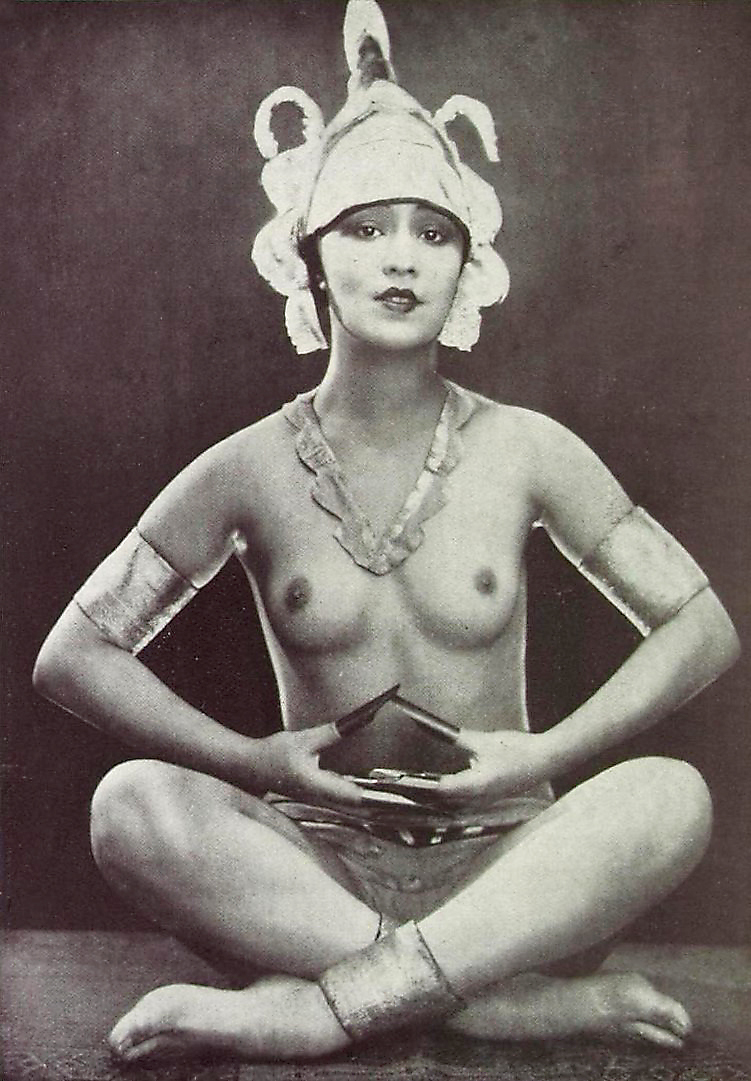
Lea Niako (1908–1996)

- Niakšu, Olegas (* 1978), litauischer IT-Berater, Wirtschaftsinformatiker und Politiker

### Nial
- Nialé, Kaba (* 1962), Politikerin der Elfenbeinküste
- Niall Mac Aodh († 1139), Nachfolger des Patrick von Irland in Armagh
- Niall, Earl of Carrick († 1256), Graf von Carrick

### Nian
- Nianchba, altägyptischer Beamter
- Nianchnebka, altägyptischer Beamter
- Nianchpepi-Kem, altägyptischer Beamter der 6. Dynastie
- Nianchre, Beamter der altägyptischen 4. oder 5. Dynastie
- Niandou Barry, Bibata (* 1955), nigrische Rechtsanwältin und Politikerin
- Niandou Souley, Abdoulaye († 2010), nigrischer Politikwissenschaftler und Rechtswissenschaftler
- Niandou, Harouna (* 1946), nigrischer Journalist und Politiker
- Niane, Ibrahima (* 1999), senegalesischer Fußballspieler
- Niane, Katoucha (1960–2008), französisches Modell
- Nianell (* 1971), namibische Sängerin und Songwriterin
- Niang, Adama (* 1975), senegalesischer Fußballspieler
- Niang, Assmaa (* 1983), marokkanische Judoka
- Niang, Madické (* 1953), senegalesischer Politiker
- Niang, Mamadou (* 1979), senegalesischer Fußballspieler
- Niang, Mame (* 1984), senegalesischer Fußballspieler
- Niang, M’Baye (* 1994), senegalesisch-französischer Fußballspieler
- Niangadou, Coumba Ben (* 2004), malische Tennisspielerin
- Niangbo, Anderson (* 1999), ivorischer Fußballspieler
- Niangkouara, Nery Mantey (* 1983), griechische Schwimmerin
- Niangouna, Dieudonné (* 1976), kongolesischer Dramatiker, Regisseur und Bühnenbildner
- Nianzou, Tanguy (* 2002), französisch-ivorischer FußballspielerTanguy Nianzou (* 2002)

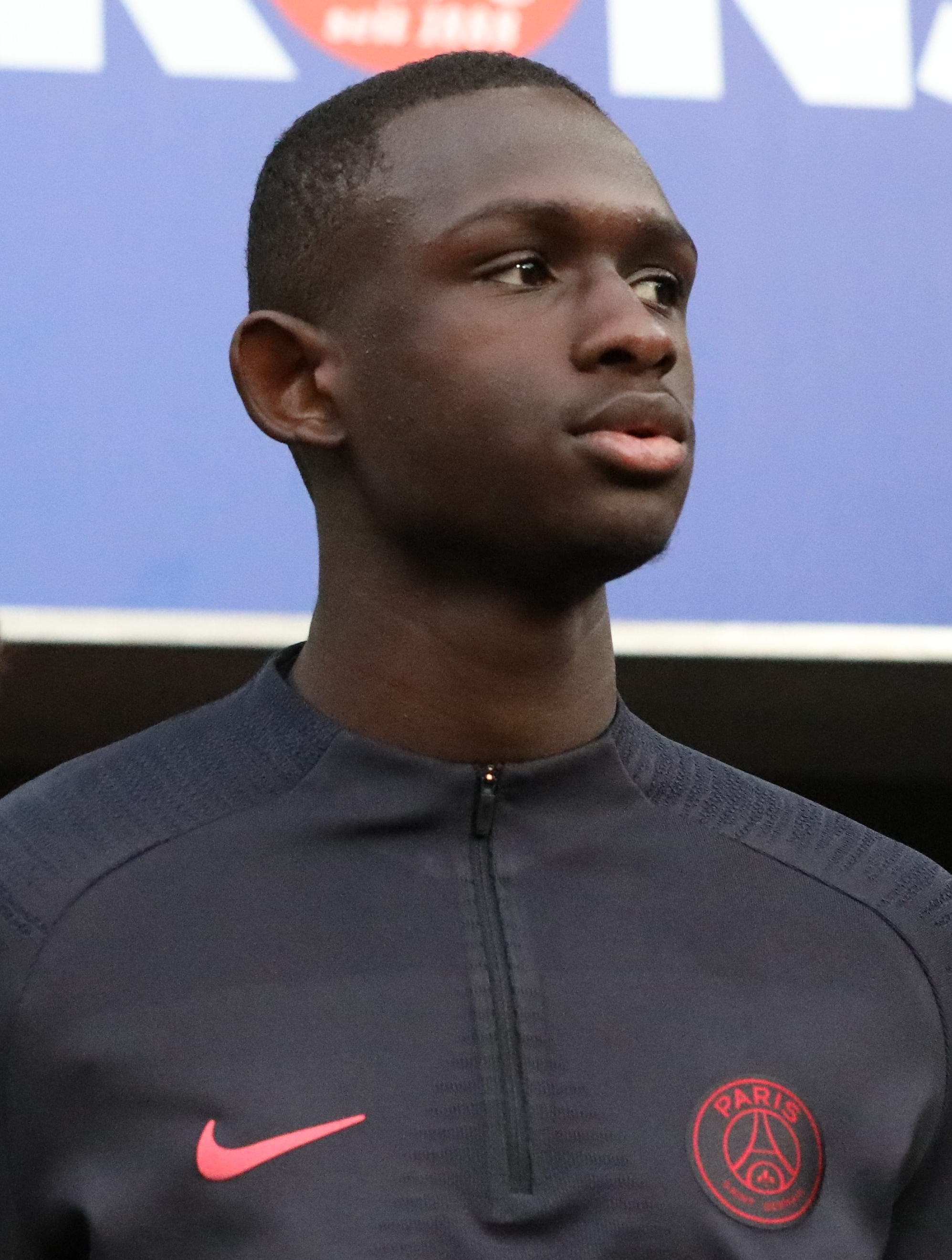
Tanguy Nianzou (* 2002)

### Niar
- Niarchos, Philip (* 1954), griechischer Kunstsammler
- Niarchos, Stavros (1909–1996), griechischer Reeder
- Niaré, Haby (* 1993), französische Taekwondoin
- Niaré, Namakoro (* 1943), malischer Leichtathlet
- Niaré, Yves (1977–2012), französischer Kugelstoßer
- Niarn (* 1979), dänischer Rapper
- Niart, Franz Urban Salins de (1750–1792), französischer Ordensgeistlicher

### Nias
- Niasony (* 1973), kongolesische Sängerin
- Niass, Ibrahim Baye (1900–1975), islamischer Gelehrter und Heiliger (Marabout) und Gründungsvater einer Glaubensrichtung in Westafrika
- Niass, Mamadou (* 1994), mauretanischer Fußballspieler
- Niasse, Cheikh (* 2000), senegalesischer Fußballspieler
- Niasse, Moustapha (* 1939), senegalesischer Politiker, Premierminister (1983, 2000–2001)
- Niasse, Oumar (* 1990), senegalesischer Fußballspieler
- Niasseri, Sassan (* 1975), deutscher Journalist, Autor und Podcaster

### Niav
- Niavarani, Michael (* 1968), österreichischer Kabarettist, Schauspieler und Autor mit persischen WurzelnMichael Niavarani (* 1968)

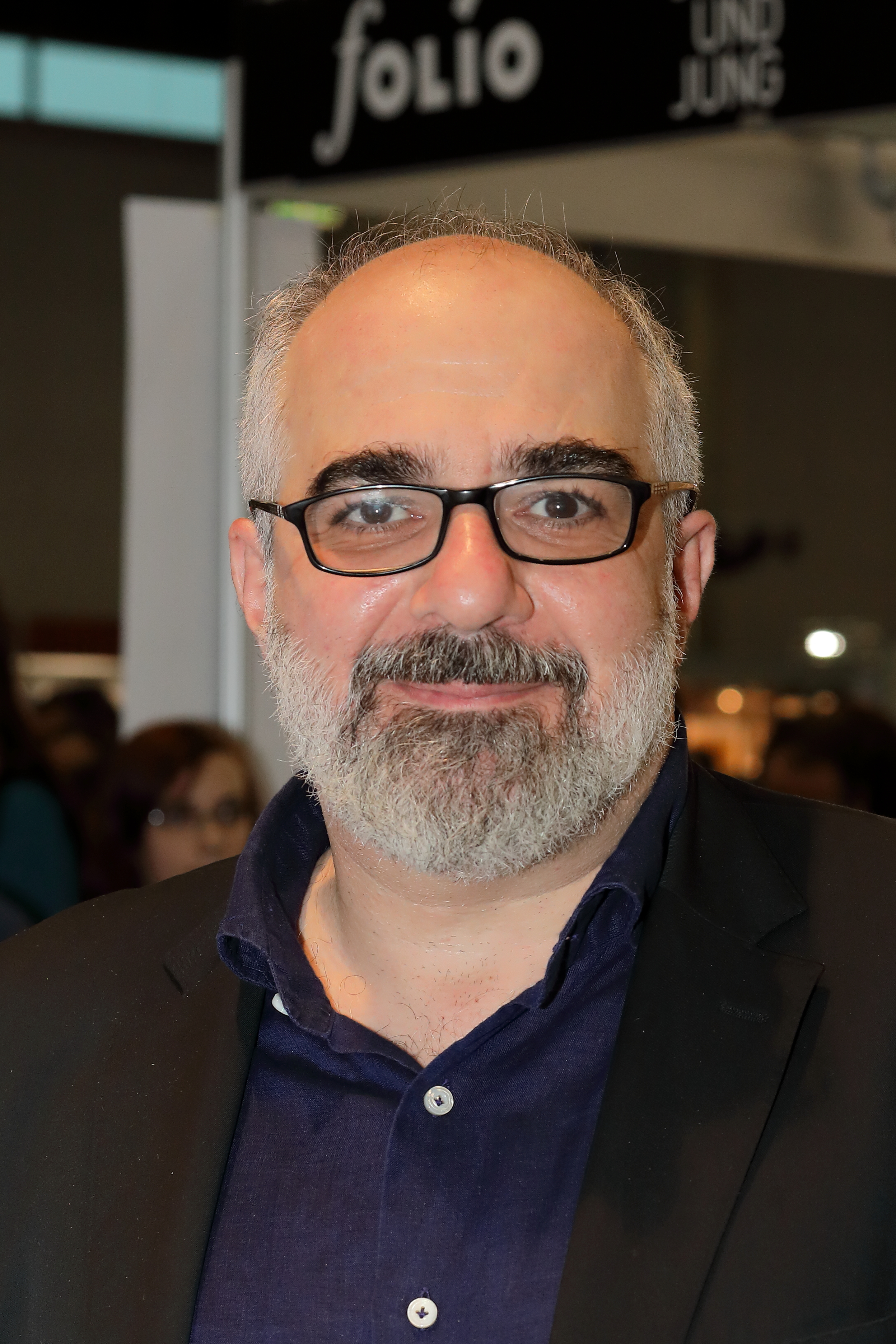
Michael Niavarani (* 1968)

- Niavis, Paulus, deutscher Humanist, Pädagoge und Schriftsteller

### Niaz
- Niazi, Isa Khan (1453–1548), paschtunischer Adeliger am Hofe von Sher Shah Suri und von seinem Sohn Islam Shah Suri aus der Sur-Dynastie
- Niazi, Saifora (* 1962), afghanische Politikerin und Parlamentsabgeordnete
- Niazi, Tariq (1940–2008), pakistanischer Hockeyspieler
- Niazi-Shahabi, Rebecca (* 1970), deutsche Autorin
- Niazmand, Payam (* 1995), iranischer Fußballspieler